# Jan Jurewicz
Jan Jurewicz (ur. 20 października 1954 w Szczecinie) – polski aktor filmowy i teatralny.

## Życiorys
Ukończył Liceum Ogólnokształcące im. Czesława Tańskiego w Puszczy Mariańskiej. Absolwent warszawskiej PWST (1977). W filmie debiutował, jako nastolatek. Występował na deskach teatrów: im. Stefana Jaracza w Łodzi (1977–1978), Teatru Reduty 77 w Warszawie (1978–1979), warszawskich Rozmaitości (1982–1984) i Polskiego w Warszawie (1990–1995).

## Filmografia
- Przyjaciele (1979–1981), reż. A. Kostenko, jako Kazimierz Jakubik
- Konopielka (1981), reż. W. Leszczyński, jako Filip Pierdun
- Wielki bieg (1981), reż. J. Domaradzki, jako Adamiec, podwładny Września
- Przeklęta ziemia (1982), reż. R. Czekała, jako Jan
- Popielec (1982), jako Pletniar
- Wierna rzeka (1983), reż. T. Chmielewski, jako Kruk
- Lata dwudzieste... lata trzydzieste... (1983), reż. J. Rzeszewski, jako komornik
- Czas dojrzewania (1984), reż. M. Waśkowski, jako Romek Walczuk „Robol”
- Siekierezada (1985), reż. W. Leszczyński, jako Selpka
- C.K. Dezerterzy (1985), reż. J. Majewski, jako żołnierz-oferma
- Rykowisko (1986), reż. G. Skurski, jako Bimbrownik Jasio
- Śmieciarz (1987), jako „Myszowaty (odc. 1 i 4)
- Zmowa (1988), reż. J. Petelski, jako Michał, prokurator rejonowy
- Piłkarski poker (1988), jako taksówkarz z Białegostoku
- Kuchnia polska (1991), reż. J. Bromski, jako Kapral, posterunkowy w Miłkowie
- Kuchnia polska (serial) (1991), reż. J. Bromski, jako Kapral, posterunkowy w Miłkowie
- Cynga (1991), reż. L. Wosiewicz, jako oficer radziecki asystujący przy inspekcji szpitala
- Panny i wdowy (1991), reż. J. Zaorski, jako żołnierz sowiecki
- Wiatr ze wschodu (1992), reż. R. Enrico, jako adiutant Czekowa
- Żegnaj, Rockefeller (1992), jako policjant
- Polski crash (1993), reż. K. Heidelbach, jako żołnierz radziecki
- Lista Schindlera (1993), reż. S. Spielberg, jako oficer radziecki
- Nic śmiesznego (1995), reż. M. Koterski, jako sąsiad Adama jadący z nim windą
- Pułkownik Kwiatkowski (1995), reż. K. Kutz, jako kapitan Jajec z powiatowego UB
- Brat naszego Boga (1997), reż. K. Zanussi, jako Stefan
- Ajlawju (1999), reż. M. Koterski, jako Wf-men
- Pieniądze to nie wszystko (2001), reż. J. Machulski, jako chłop w kapeluszu na blokadzie
- Marszałek Piłsudski (2001), reż. A. Trzos-Rastawiecki, jako strażnik więzienny
- Dzień świra (2002), reż. M. Koterski, jako polityk
- Kariera Nikosia Dyzmy (2002), reż. J. Bromski, jako kierownik zakładu pogrzebowego
- Na dobre i na złe (2003, 2009) dwie role; jubiler (odc. 142) / pacjent (odc. 380)
- Daleko od noszy (2003–2005), reż. K. Jaroszyński, jako psychiatra
- Kryminalni (2004),, jako współwięzień Pawełczyka (odc. 10)
- Barwy szczęścia (2007–2008), jako Wiesław
- Hela w opałach (2007), jako redaktor lokalnej gazety (odc. 33)
- Piorun (2008), reż. G. Pawlak (polski dubbinɡ)
- Pitbull (2008), jako Zawisza (odc. 19)
- Glina (2008), jako „Kaszana” (odc. 18 i 21)
- Pokłosie (2012), reż. W. Pasikowski
- Służby specjalne (2014), reż. Patryk Vega, jako „Alpinista”